# Dembei
Dembei (japonais : 伝兵衛, russe : Денбей) est un marin japonais qui, par l'intermédiaire de Vladimir Atlassov, apporte à la Russie ses premiers éléments d'information relative au Japon. C'est un commis marchand qui accompagne une flotte de « trente navires chargés de marchandises pour Edo » et qui, avec un certain nombre d'autres, est pris dans une tempête. Certains navires arrivent à Kamtchatka où seul Dembei survit, avant d'être trouvé par Atlassov en 1701 ou 1702. En dépit de sa demande pour être ramené au Japon, Dembei est envoyé à Saint-Pétersbourg, où il dit à  Pierre le Grand ce qu'il peut sur le Japon. Il commence également à enseigner la langue japonaise à quelques Russes, ce qui fait de lui le père de l'enseignement du japonais en Russie (en). Il est baptisé sous le nom de Gabriel et passe le reste de sa vie à Saint-Pétersbourg.
En tant que pauvre pêcheur d'Osaka, il est douteux qu'il ait eu une connaissance particulière de la politique du Japon ou de son organisation militaire, ou de toute autre chose qui aurait pu se révéler particulièrement intéressante ou importante pour les Russes. Néanmoins, cela aiguise leur appétit d'exploration du Kamtchatka et des îles Kouriles, et les incite à tenter d'ouvrir le commerce avec le Japon.